# Naturschutzgebiet Suden bei Gorden
Das Naturschutzgebiet Suden bei Gorden ist ein Naturschutzgebiet im südbrandenburgischen Landkreis Elbe-Elster. Das etwa 90 Hektar umfassende Gebiet erstreckt sich 1,5 Kilometer nordöstlich von Gorden im Naturpark Niederlausitzer Heidelandschaft, der eine Größe von 484 km² umfasst. Es wurde bereits 1961 unter Naturschutz gestellt und wird vor allem durch seinen natürlichen Bestand an Fichten geprägt. Außerdem gibt es hier Vorkommen der in diesen Breiten sehr seltenen Weißtanne sowie des Lungenenzians.

## Schutzzweck des Naturschutzgebietes
„Der Schutzzweck besteht in der Erhaltung und Entwicklung der naturnahen Fichten-Kiefernwälder an der Nordgrenze ihrer Verbreitung in der Niederlausitz, die als autochthone Vorkommen der Lausitzer Tieflandfichte von herausragender Bedeutung sind.“